# Bentartia cinerea
Bentartia cinerea és una espècie de peix de la família dels zoàrcids i de l'ordre dels perciformes.